# Кубок Швейцарії з футболу 2025—2026
Кубок Швейцарії з футболу 2025—2025 — 101-й розіграш кубкового футбольного турніру у Швейцарії. Титул захищає Базель.

## Календар
| Раунд       | Дата               | Матчі | Клуби   |
| ----------- | ------------------ | ----- | ------- |
| 1/32 фіналу | 15–17 серпня 2025  | 32    | 64 → 32 |
| 1/16 фіналу | 19–21 вересня 2025 | 16    | 32 → 16 |
| 1/8 фіналу  |                    | 8     | 16 → 8  |
| 1/4 фіналу  |                    | 4     | 8 → 4   |
| 1/2 фіналу  |                    | 2     | 4 → 2   |
| Фінал       |                    | 1     | 2 → 1   |

## 1/32 фіналу
| Команда 1                       | Рахунок      | Команда 2              |
| ------------------------------- | ------------ | ---------------------- |
| 15 серпня 2025                  |              |                        |
| Перлен-Бухрайн (6)              | 0:3          | Люцерн                 |
| Фолкетсвіль (7)                 | 0:8          | Рапперсвіль-Йона (2)   |
| Ажуа-Монтеррі (5)               | 0:2          | Сьйон                  |
| Веттсвіль-Бонштеттен (4)        | 0:2          | Цюрих                  |
| 16 серпня 2025                  |              |                        |
| Романсгорн (6)                  | 2:4          | Альтштеттен (5)        |
| Валенштадт (7)                  | 0:13         | Санкт-Галлен           |
| Ломмісвіль (6)                  | 1:4 дч       | Приштина Берн (4)      |
| Стаде Паєрне (4)                | 1:3          | Івердон Спорт (2)      |
| Ла Заррац-Еклепенс (4)          | 1:4          | Гранд-Саконнекс (3)    |
| Крієнс (3)                      | 2:3 дч       | Віль (2)               |
| Сігнал (Бернекс-Конфіньйон) (5) | 0:3 дч       | Етуаль (Каруж) (2)     |
| Брайтенбах (6)                  | 0:5          | Босна Невшатель (5)    |
| Вейріє Спортс (6)               | 0:2          | Лозанна Уші (2)        |
| Верньє (5)                      | 0:1 дч       | Ешалан (2)             |
| Діаспора 2014 (6)               | 2:3          | Ксамакс (2)            |
| Ле-Локль (6)                    | 2:1          | Саксон Спортс (6)      |
| Морбіо (6)                      | 2:1          | Госсау (5)             |
| Небікон (9)                     | 0:4          | Беллінцона (2)         |
| Унтерштрасс (6)                 | 4:4 пен. 4:2 | Клінгнау (5)           |
| Гаркінген (5)                   | 2:3 дч       | ФК Шаффгаузен (3)      |
| Цуг-94 (4)                      | 0:0 пен. 5:4 | Мендрізіо (4)          |
| СВ Шаффгаузен (4)               | 0:5          | Вінтертур              |
| Волен (4)                       | 1:3          | Аарау                  |
| Біль-Б'єнн (3)                  | 1:6          | Базель                 |
| 17 серпня 2025                  |              |                        |
| Куртетель (4)                   | 1:4          | Янг Бойз               |
| Дарданія Лозанна (5)            | 0:5          | Серветт                |
| Гам (3)                         | 3:2          | Лугано                 |
| Лаген/Альтендорф (5)            | 0:2          | Грассгоппер            |
| Брайтенрайн (3)                 | 1:0          | Тун                    |
| Веве (3)                        | 1:2          | Лозанна                |
| Ла Тур/Ле Пак'є (6)             | 0:4          | Ньйон (2)              |
| Ацуррі-Б'єнн (6)                | 0:8          | Конкордія (Базель) (4) |